# Uralaphorura schilovi
Uralaphorura schilovi is een springstaartensoort uit de familie van de Onychiuridae. De wetenschappelijke naam van de soort is voor het eerst geldig gepubliceerd in 1976 door Martynova.